# Пирдоп (железопътна гара)
 Тази статия е за железопътната гара Пирдоп.  За града вижте Пирдоп.  
Железопътната гара Пирдоп е на Подбалканската железопътна линия, обслужва град Пирдоп. Съседна станция в посока София е гара Златица (1952), а в посока Бургас – гара Антон.
Гара Пирдоп е известна с деветте Канадски секвои (Sequoiadendron giganteum, Мамонтово дърво), засадени там през 1930 г., пред Начално училище „Тодор Влайков“ 1933 г., в двора на храм „Свето Успение Богородично“ и някои частни домове. Посаденото в училището дърво е поставено под защита на Закона за защита на природата.
В проектирането и строежа на гара Пирдоп и съседната в посока запад гара Златица помощ оказва копривщенският архитект Вельо Дебелянов. Двете гари са проектирани еднакви, но за да няма разправии са построени огледално една на друга.